# (29643) Plücker
(29643) Plücker est un astéroïde de la ceinture principale.

## Description
(29643) Plücker est un astéroïde de la ceinture principale. Il fut découvert le 15 novembre 1998 à Prescott (Arizona) par Paul G. Comba. Il présente une orbite caractérisée par un demi-grand axe de 2,24 UA, une excentricité de 0,10 et une inclinaison de 3,9° par rapport à l'écliptique.

## Compléments